# Grosze z nieba
Grosze z nieba (ang. Pennies from Heaven) – amerykańska komedia muzyczna z 1936 roku w reżyserii Normana Z. McLeoda, w której występują Bing Crosby i Madge Evans.

## Fabuła
Podczas pobytu w więzieniu, Larry Poole (Bing Crosby) obiecuje swojemu koledze z celi, że po wyjściu na wolność zaopiekuje się jego rodziną. Kiedy opuszcza więzienie postanawia dotrzymać obietnicy i zatroszczyć się o córkę przyjaciela Patsy Smith (Edith Fellows) oraz o jej dziadka. Larry rezygnuje ze swojego marzenia, aby wyjechać do Wenecji i pracować jako gondolier. Postanawia zarobić trochę pieniędzy jako uliczny śpiewak. W trakcie tego zajęcia poznaje Susan Sprague (Madge Evans), która pracuje w opiece społecznej. Kobieta uważa, że perspektywa życia Patsy pod opieką dziadka i Larry’ego jest nie najlepsza i wszczyna procedurę umieszczenia dziewczynki w sierocińcu.

## Obsada
- Bing Crosby jako Larry Poole
- Madge Evans jako Susan Sprague
- Louis Armstrong jako Henry
- Edith Fellows jako Patsy Smith
- Donald Meek jako Gramp Smith
- John Gallaudet jako Hart
- Tom Dugan jako Crowbar

i inni